# Boesenbergia belalongensis
Boesenbergia belalongensis är en enhjärtbladig växtart som beskrevs av Axel Dalberg Poulsen. Boesenbergia belalongensis ingår i släktet Boesenbergia och familjen Zingiberaceae. Inga underarter finns listade i Catalogue of Life.